# Oratorio dei Disciplini (Montecchio)
L'oratorio dei Disciplini di Montecchio, detto anche dei morti, è un edificio medievale che sorge nei pressi del ponte sull'Oglio, sul retro della chiesa parrocchiale. Costruito probabilmente tra il XIV e XV secolo, possedeva delle ampie arcate sul versanti settentrionali ed occidentali, successivamente tamponate.
L'oratorio era adibito a cappella dell'ordine dei disciplini, da cui prende il nome.

## Interno
L'interno dell'edificio si presenta quasi interamente affrescato. Sulla volta, databile al XV secolo, sono presenti un enorme Cristo Pantocratore benedicente (curiosamente sbarbato), racchiuso in una mandorla e attorniato da schiere di santi, apostoli, vergini, vescovi e dottori della Chiesa.
Sulla parte occidentale, sopra l'ingresso, si trova una Madonna della Misericordia che copre col suo manto diverse schiere di fedeli, rigidamente separate per categorie sociali.
La parete orientale, seriamente danneggiata dall'inserimento di un altare neoclassico, oggi rimosso, riporta alcuni affreschi come una Madonna in trono con bambino e la Madonna coi santi Rocco e Sebastiano.
Una crocefissione campeggia invece sulla parete meridionale, è datata al XV secolo e riconducibile alla cerchia di Giovanni Pietro da Cemmo. In alcuni punti dove l'affresco è caduto si notano tracce di una precedente opera databile a cavallo tra il XIV e XV secolo.

## Galleria d'immagini

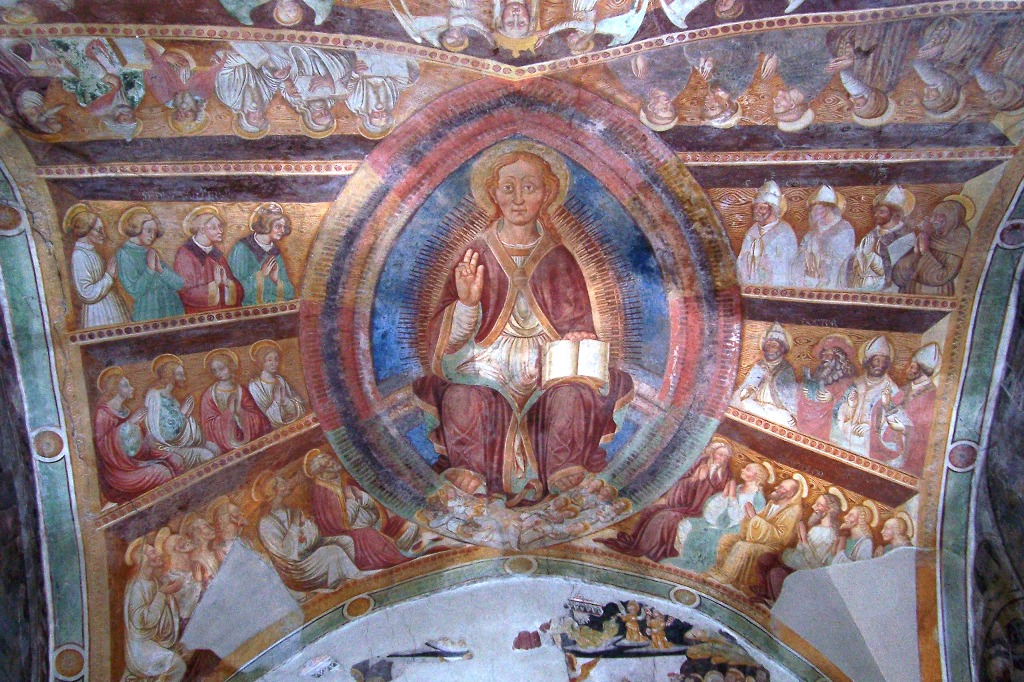
Cristo Pantokator, volta.
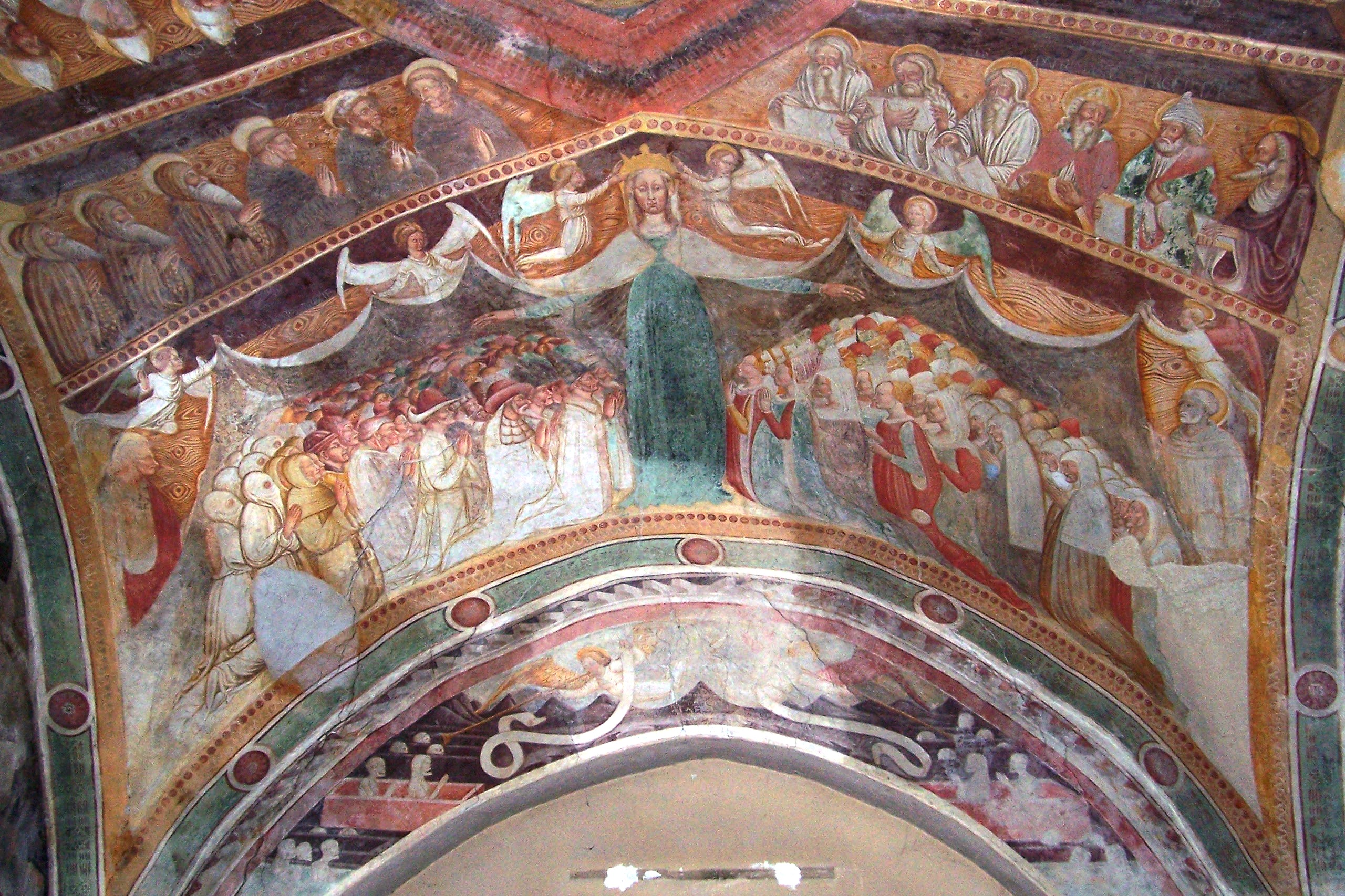
Madonna della Misericordia, parete ovest.
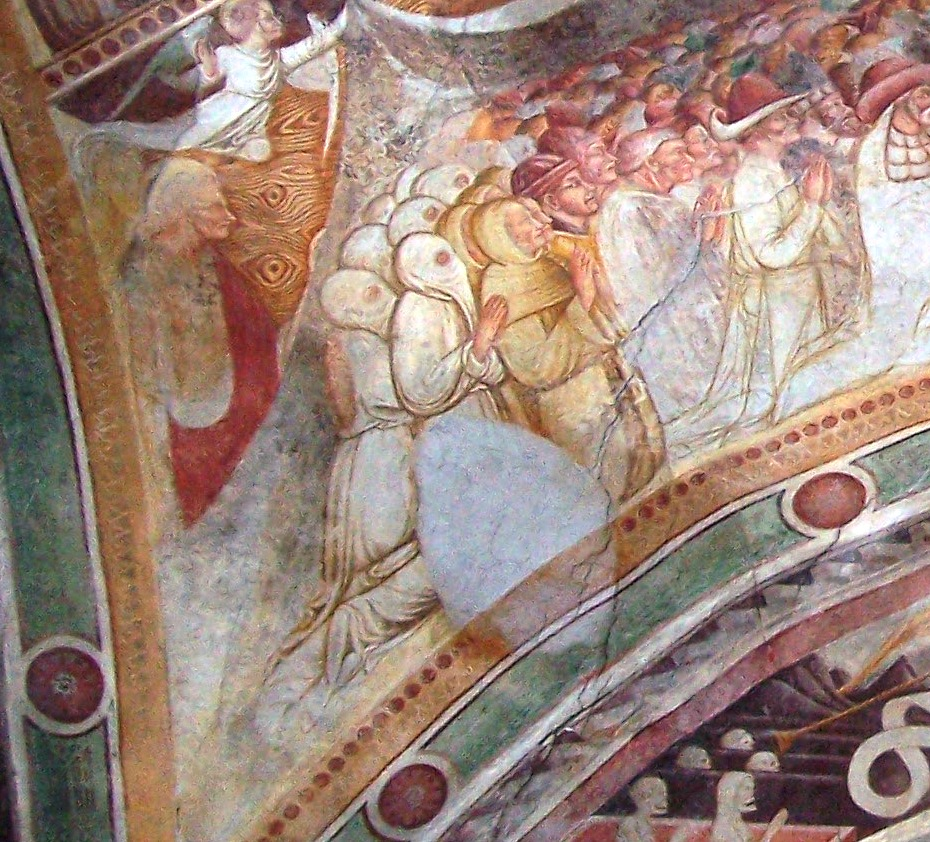
Disciplini di Valcamonica, dettaglio sulla parte ovest.